# Parafia św. Mikołaja w Domaradzu
Parafia św. Mikołaja w Domaradzu – parafia rzymskokatolicka z siedzibą w Domaradzu znajdująca się w archidiecezji przemyskiej w dekanacie Domaradz. 
Erygowana w 1359. Jest prowadzona przez księży archidiecezjalnych. Mieści się pod numerem 436. 
Drewniany gotycki kościół parafialny pod wezwaniem św. Mikołaja należy do najstarszych drewnianych kościołów w Polsce. Został wzniesiony około roku 1485, konsekrowany w roku 1542 przez ówczesnego ordynariusza przemyskiego bpa Stanisława Tarłę. W kościele jest barokowy ołtarz boczny z 1632 roku, chrzcielnica z początku XVI wieku, dzwon gotycki z 1524 roku. Kościół był wielokrotnie remontowany i przekształcany. Znaczącej przebudowie uległ w 1878 r. (m.in. przedłużono nawę, zlikwidowano zaskrzynienia, wnętrze korpusu podzielono na trzy nawy). W 1887 r. kościół ozdobiono polichromią. W 1906 r. wzniesiono wieżyczkę na sygnaturkę oraz dobudowano kruchty. W  1936 wzniesiono dzwonnicę na miejscu wcześniejszej.

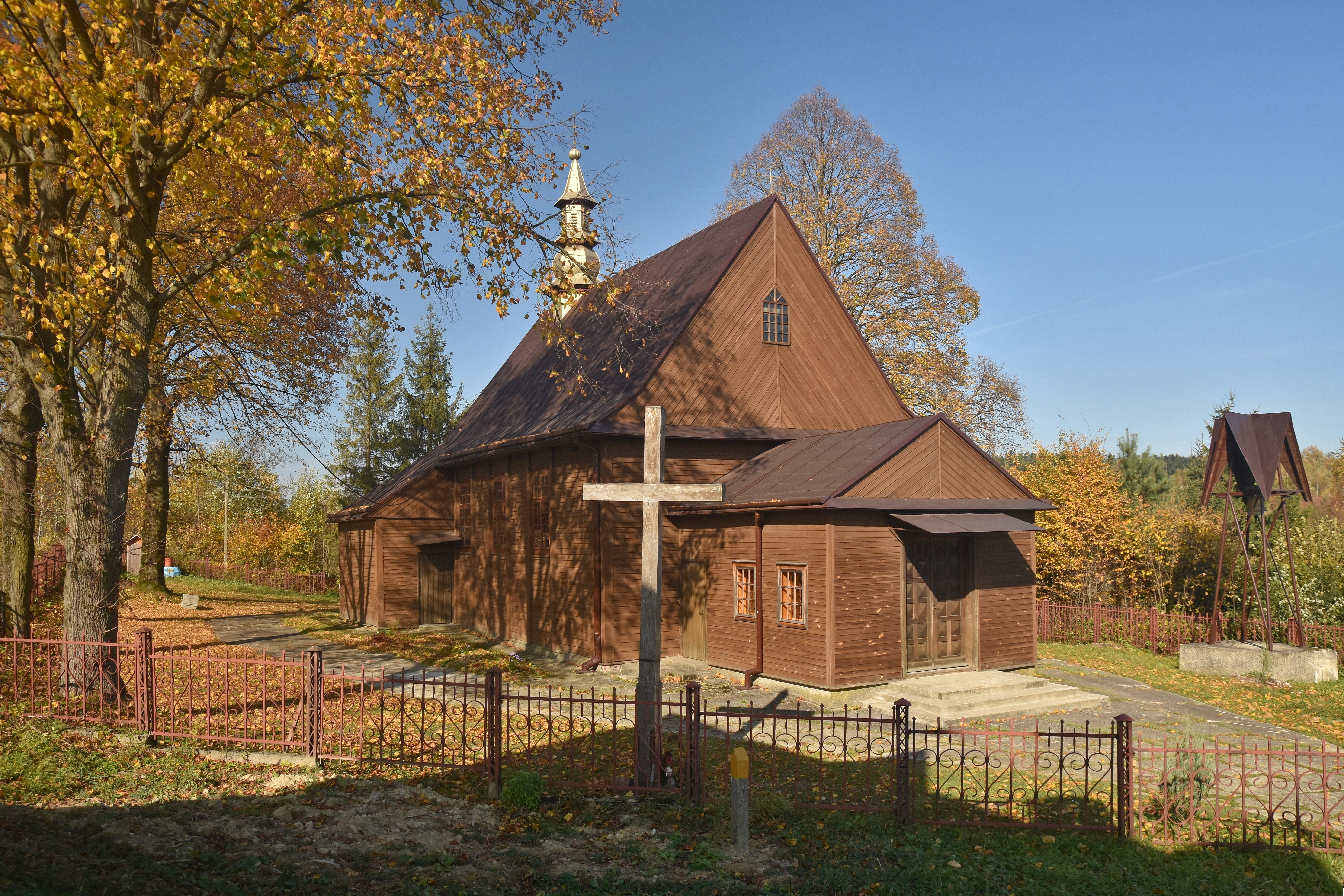
Kościół filialny w Zatylu
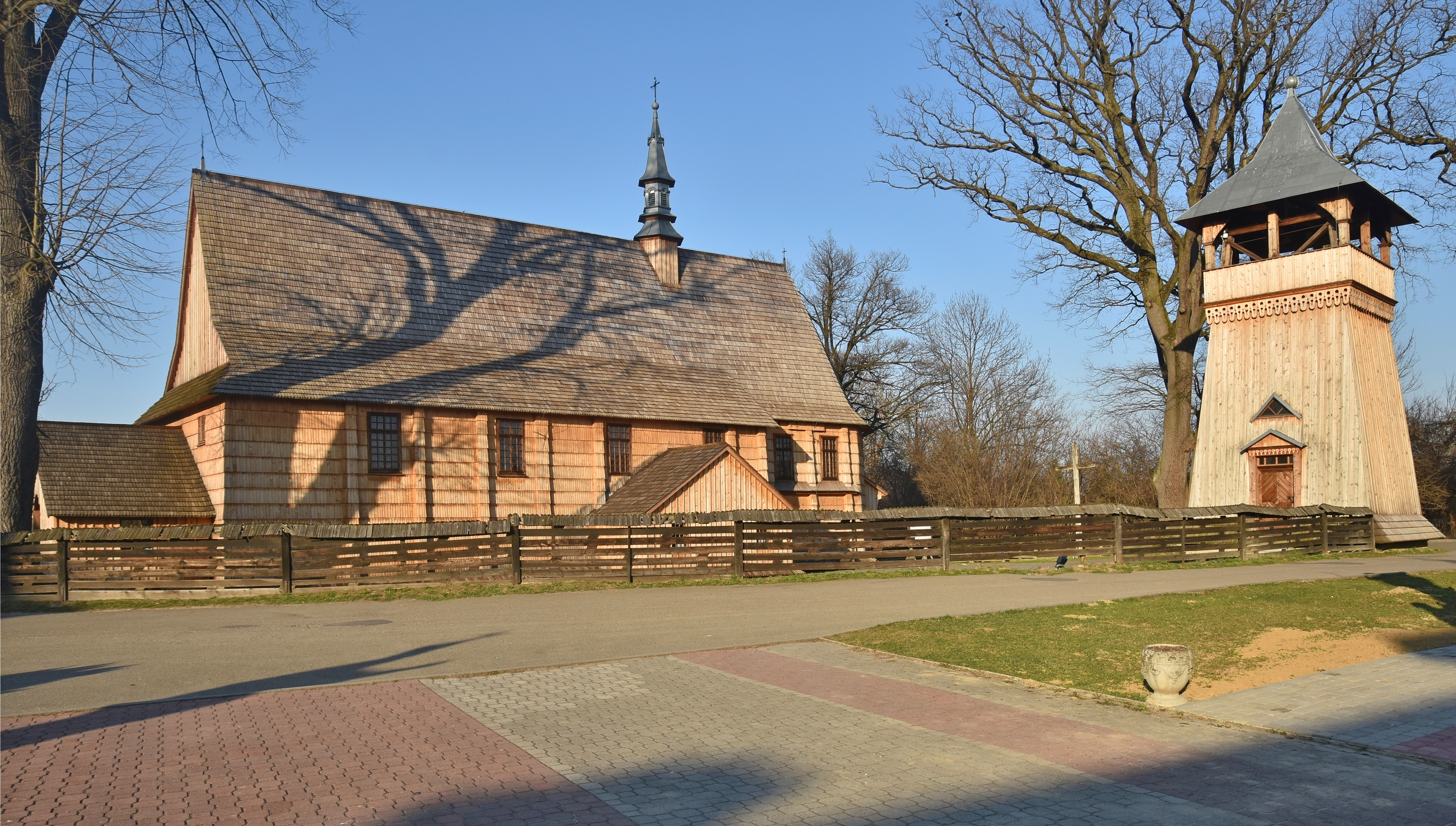
Zabytkowy kościół drewniany